# Baraki Barak (Distrikt)
Baraki Barak (Dari, Paschtu: برکی برک) ist ein Bezirk in der Provinz Logar, in Afghanistan. Er liegt 50 Kilometer südlich von Kabul. Die Fläche beträgt 238,8 Quadratkilometer und die Einwohnerzahl 102.770 (Stand: 2022). 2006 hatte er 101.000 Einwohner, 90 Prozent davon waren Tadschiken. Das Zentrum des Bezirks ist die Stadt Baraki Barak. Sie war die frühere Hauptstadt der Provinz Logar.
Der Bezirk ist nach dem historischen Omur-Stamm benannt. Er wird in der Region  auch „Burki“ oder „Baraki“ genannt. Die Provinz umfasst Gebirgsvorland und Gebirge mit dem Tal des Logar Flusses.